# 20.º Troféu HQ Mix
O 20º Troféu HQ Mix, referente aos lançamentos de quadrinhos de 2007, teve seu resultado divulgado em 18 de julho de 2008. A premiação ocorreu em 23 de julho, no SESC Pompeia, em São Paulo.
O troféu (que homenageia um autor diferente a cada ano) representava o personagem O Samurai, do desenhista Cláudio Seto. Foi uma homenagem ao centenário da imigração japonesa para o Brasil. O troféu foi esculpido pelo artista plástico Olintho Tahara.
Parte das categorias foi escolhida por votação pela internet entre mais de dois mil profissionais da área - roteiristas, desenhistas, jornalistas, editores, pesquisadores etc. Outros prêmios foram escolhidos pela comissão organizadora do Troféu HQ Mix, presidida por Sonia Luyten. Pela primeira vez, cinco profissionais foram homenageados ao mesmo tempo na categoria Grande mestre. O prêmio foi apresentado por Serginho Groisman, com a participação da banda JumboElektro/Cérebro Eletrônico. Também foi realizada a exibição do curta-metragem Dossiê Rê Bordosa, de César Cabra.

## Prêmios eleitos pelos votantes
| Categoria                        | Vencedor                                                                          |
| Adaptação para outro veículo     | 300 (filme)                                                                       |
| Álbum de aventura                | Os 300 de Esparta (Frank Miller / editora Devir)                                  |
| Animação                         | Turma da Mônica - uma aventura no tempo (Mauricio de Sousa)                       |
| Articulista de quadrinhos        | Paulo Ramos                                                                       |
| Blog / Flog de artista gráfico   | Rafael Grampá                                                                     |
| Blog sobre quadrinhos            | Blog dos Quadrinhos                                                               |
| Caricaturista                    | Baptistão                                                                         |
| Cartunista                       | Allan Sieber                                                                      |
| Chargista                        | Angeli                                                                            |
| Desenhista estrangeiro           | John Cassaday                                                                     |
| Desenhista nacional              | Spacca                                                                            |
| Desenhista revelação             | Jozz                                                                              |
| Edição especial estrangeira      | Persépolis Completo (Marjane Satrapi / editora Companhia das Letras)              |
| Edição especial nacional         | Laertevisão - coisas que não esqueci (Laerte / editora Conrad)                    |
| Editora do ano                   | Pixel                                                                             |
| Evento                           | 5º FIQ - Festival Internacional de Quadrinhos                                     |
| Exposição                        | Ziraldo - o eterno Menino Maluquinho (Salão Carioca, Rio de Janeiro)              |
| Ilustrador                       | Kako                                                                              |
| Ilustrador de livro infantil     | Daniel Bueno                                                                      |
| Livro teórico                    | Desenhando quadrinhos (Scott McCloud / editora M.Books)                           |
| Minissérie                       | Fábulas - 1001 noites (Bill Willingham e vários desenhistas / Pixel)              |
| Projeto editorial                | Laertevisão - coisas que não esqueci                                              |
| Projeto gráfico                  | Laertevisão - coisas que não esqueci                                              |
| Publicação de cartuns            | Assim rasteja a humanidade (Allan Sieber / Desiderata)                            |
| Publicação de charges            | Urubu (Henfil / editora Desiderata)                                               |
| Publicação de clássico           | Um contrato com Deus e outras histórias de cortiço (Will Eisner / editora Devir)) |
| Publicação de humor              | Piratas do Tietê - a saga completa (Laerte / Devir)                               |
| Publicação de terror             | Black hole (Charles Burns / editora Conrad)                                       |
| Publicação de tiras              | O mundo é mágico - Calvin e Haroldo (Bill Watterson / editora Conrad)             |
| Publicação erótica               | Lost girls (Alan Moore e Melinda Gebbie / editora Devir)                          |
| Publicação independente de autor | Menino Caranguejo #1 (Chicolam)                                                   |
| Publicação independente de bolso | Juke Box #4 (Renato Lima, editor)                                                 |
| Publicação independente de grupo | Quadrinhópole #4 (vários autores)                                                 |
| Publicação independente especial | O relógio insano (Eloar Guazzelli)                                                |
| Publicação infantil              | As tiras clássicas da Turma da Mônica (Mauricio de Sousa / editora Panini)        |
| Publicação mix                   | Pixel Magazine (vários autores / editora Pixel)                                   |
| Publicação sobre quadrinhos      | Mundo dos Super-heróis (editora Europa)                                           |
| Revista de aventura              | Lobo Solitário (Kazuo Koike e Goseki Kojima / editora Panini)                     |
| Roteirista estrangeiro           | Alan Moore                                                                        |
| Roteirista nacional              | Wander Antunes                                                                    |
| Roteirista revelação             | Cadu Simões                                                                       |
| Salão e festival                 | IX Festival de Humor e Quadrinhos de Pernambuco                                   |
| Site de autor                    | José Aguiar                                                                       |
| Site sobre quadrinhos            | Universo HQ                                                                       |
| Tira nacional                    | Níquel Náusea (Fernando Gonsales)                                                 |
| Web quadrinhos                   | Malvados (André Dahmer)                                                           |

## Prêmios eleitos pela comissão e pelos júris especiais
| Categoria                      | Vencedor                                                                                                |
| Grande mestre                  | Ypê Nakashima                                                                                           |
|                                | Fernando Ikoma                                                                                          |
|                                | Paulo Fukue                                                                                             |
|                                | Roberto Fukue                                                                                           |
|                                | Minami Keizi                                                                                            |
| Grande contribuição            | Borba Gata, de Luiz Gê, que pintou uma HQ sobre uma manequim de vitrine                                 |
|                                | 4º Mundo, coletivo de quadrinistas independentes                                                        |
|                                | Guia do Ilustrador, de Ricardo Antunes                                                                  |
| Homenagem                      | Ivan Reis, por ter sido eleito o melhor desenhista do ano pela edição norte-americana da revista Wizard |
| Publicação de caricaturas      | É mentira, Chico? (Ziraldo / editora Resultado)                                                         |
| Trabalho de Conclusão de Curso | Na Bodega, Colóquio Ilustrado (Gil Tókio / Universidade de São Paulo)                                   |
| Dissertação de Mestrado        | O desenho moderno de Saul Steinberg: obra e contexto (Daniel Bueno / Universidade de São Paulo)         |
| Tese de Doutorado              | O fato gráfico: o humor gráfico como gênero jornalístico (Jorge Arbach / Universidade de São Paulo)     |

## Indicados
Em 23 de maio, os organizadores divulgaram uma lista de indicados em cada categoria a ser votada pelos profissionais de quadrinhos. Em 2008, foram sete indicados por categoria. Embora seja permitido aos eleitores escolherem um nome que não esteja entre os indicados, normalmente vence quem está na lista.

### Desenhista nacional
- Fábio Moon e Gabriel Bá (5, O Alienista e Fanzine)
- Guazzelli (O Primeiro Dia, O Relógio Insano, Ragú)
- José Márcio Nicolosi (Fetichast: Província dos Cruzados)
- Laudo (Clube da Esquina e Tianinha)
- Marcatti (A Relíquia)
- Mozart Couto (A Boa Sorte de Solano Dominguez)
- Spacca (D. João Carioca)

### Desenhista estrangeiro
- Charles Burns (Black Hole)
- David B. (Epiléptico 1)
- Doug Braithwaite (Justiça)
- Frank Quitely (Grandes Astros Superman)
- Hiroya Oku (Gantz)
- John Cassaday (Planetary)
- Takehiko Inoue (Vagabond, Slam Dunk)

### Roteirista nacional
- Daniel Esteves (Nanquim Descartável)
- Fábio Moon (O Alienista)
- Guazzelli (O Primeiro Dia, O Relógio Insano)
- Laerte (Laertevisão - coisas que não esqueci)
- Marcatti (A Relíquia)
- Spacca (D. João Carioca)
- Wander Antunes (O corno que sabia demais, A Boa Sorte de Solano Dominguez)

### Roteirista estrangeiro
- Alan Moore (Lost Girls)
- Alison Bechdel (Fun Home)
- David B. (Epiléptico 1)
- Ed Brubaker (Demolidor)
- Guy Delisle (Pyongyang)
- Kazuo Koike (Samurai Executor, Lobo Solitário)
- Warren Ellis (Planetary)

### Desenhista revelação
- Daniel Gisé (Sociedade Radioativa / The Doors)
- Felipe Cunha (Front / Eterno)
- Gabriel Renner (Tarja Preta)
- Jozz (Zine Royale)
- Leonardo Pascoal (Bongolé Bongoro)
- Shiko (Blue Note)
- Vinicius Mitchell (Revista O Globo)

### Roteirista revelação
- A. Moraes (Desvio)
- Cadu Simões (Homem-Grilo, Nova Hélade, Garagem Hermética)
- Chicolam (Menino-Caranguejo)
- Fabiano Barroso (Um Dia uma Morte)
- Leonardo Melo (Quadrinhópole)
- Leonardo Santana (Prismarte)
- Nestablo Ramos Neto (Zona Zen)

### Chargista
- Angeli (Folha de S. Paulo - SP)
- Chico Caruso (O Globo - RJ)
- Cláudio (Agora -SP)
- Dálcio (Correio Popular - SP)
- Jean (Folha de S. Paulo - SP)
- Paixão (Gazeta do Povo - PR)
- Santiago (Jornal do Comércio - PA)

### Caricaturista
- Baptistão (O Estado de S. Paulo)
- Cárcamo (Revista Época / Folha de S. Paulo)
- Dálcio (Correio Popular)
- Fernandes (Diário do Grande ABC)
- Gustavo Duarte (Lance!)
- Leite (Salão Carioca de Humor / Salão de Imprensa)
- Loredano (O Estado de S.Paulo)

### Cartunista
- Adão Iturrusgarai
- Allan Sieber
- Amorim
- DaCosta
- Dálcio
- Duke
- Simanca

### Ilustrador
- Adams Carvalho
- Cau Gomez
- Cavalcante
- Gilmar Fraga
- Kako
- Walter Vasconcelos

### Ilustrador de livro infantil
- Alê Abreu (As Cocadas - Global Editora)
- André Neves (O capitão e a sereia - Scipione)
- Daniel Bueno (Fernando Sabino na sala de aula - Panda Books)
- Felipe Cohen (O nascimento de Zeus - CosacNaify)
- Joana Lira (A criação do mundo - Cia das Letras)
- Mariana Massarani (Vivinha, a baleiazinha - Salamandra e Adamastor, o pangaré - Melhoramentos)
- Suppa (Valentina - Global Editora e Rima ou Combina - Editora Ática)

### Publicação infantil
- As Tiras Clássicas da Turma da Mônica (Panini)
- Histórias da Carolina (Globo)
- Luluzinha (Devir)
- Naruto (Panini)
- Turma da Mônica (Panini)
- Turma do Xaxado (Cedraz)
- W.I.T.C.H. (Abril)

### Publicação de clássico
- As Aventuras De Tintim - Explorando a Lua (Cia. Das Letras)
- Corto Maltese - As Célticas (Pixel)
- Krazy Kat - Páginas Dominicais 1925-1926 (Opera Graphica)
- Marvel 40 Anos (Panini)
- O Gaúcho (SM)
- Turma Da Mônica - Coleção Histórica (Panini)
- Um Contrato Com Deus E Outras Histórias De Cortiço (Devir)

### Publicação de humor
- Escombros (Zarabatana)
- Groo: Odisséia (Opera Graphica)
- Humortífero (Opera Graphica)
- Marusaku (Conrad) Os Noivos Podem Se Beijar (Via Lettera)
- Piratas do Tietê: A Saga Completa (Devir)
- Tarja Preta (Independente)

### Publicação mix
- Front - Ódio #18
- Graffiti #16
- Marvel Max
- Irmãos Grimm em Quadrinhos
- Pixel Magazine
- Ragú #6
- Tarja Preta #5

### Publicação de terror
- A Serpente Vermelha (Zarabatana)
- Black Hole (Conrad)
- Courtney Crumrin & As Criaturas da Noite (Devir)
- Death Note (JBC)
- Midnight Nation - O Povo Da Meia-Noite (Panini)
- Preacher - Rumo Ao Sul (Pixel)
- Zombie World - O Campeão Dos Vermes (Pixel)

### Publicação erótica
- Chiara Rosenberg (Zarabatana)
- Justine (Pixel)
- Lost Girls (Devir)
- Morango E Chocolate (Casa 21)
- Mulheres (Zarabatana)
- Revolução (Conrad)
- Valentina Volume 2 - 66-68 (Conrad)

### Revista de aventura
- Grandes Astros Superman (Panini)
- J. Kendall - Aventuras De Uma Criminóloga (Mythos)
- Lobo Solitário (Panini)
- Mágico Vento (Mythos)
- Marvel Action (Panini)
- Pixel Magazine (Pixel Media)
- Slam Dunk (Conrad)

### Publicação de tiras
- Animatiras, de Jean (Abril)
- Benett Apavora!, de Benett (Independente)
- Livro Negro, de André Dahmer (Desiderata)
- Maakies, de Tony Millionaire (Zarabatana)
- Mais Preto No Branco, de Allan Sieber (Desiderata)
- O Mundo É Mágico - As Aventuras de Calvin & Haroldo, de Bill Watterson (Conrad)
- Talvez Isso..., de Marcelo Campos (Casa 21)

### Edição especial nacional
- A Boa Sorte De Solano Dominguez (Desiderata)
- A Relíquia (Conrad)
- Fetichast: Províncias dos Cruzados (Devir)
- Irmãos Grimm Em Quadrinhos (Desiderata)
- Laertevisão (Conrad)
- O Alienista (Agir)
- O Corno Que Sabia Demais (Pixel)

### Edição especial estrangeira
- Antes do Incal - Volume 2 (Devir)
- Asterix e a Volta Às Aulas (Record)
- Fun Home - Uma Tragicomédia em Família (Conrad)
- O Sonhador (Devir)
- Persépolis Completo (Companhia Das Letras)
- Planetary/Batman - Noite na Terra (Pixel)
- Pyongyang - Uma Viagem à Coréia Do Norte (Zarabatana)

### Minissérie
- 52 (Panini)
- A Saga do Tio Patinhas (Abril)
- Eternos (Panini)
- Ex Machina - Símbolo (Pixel)
- Fábulas - 1001 Noites (Pixel)
- Guerra Civil (Panini)
- Justiça (Panini)

### Publicação sobre quadrinhos
- Crash (Editora Escala)
- Jornal Graphiq (Independente)
- Mundo dos Super-heróis (Editora Europa)
- Neo Tokyo (Escala)
- Revista Omelete (Mythos)
- Tokyo Pop (NSP)
- Wizmania (Panini)

### Publicação independente de autor
- Defensores da Pátria #1
- Dinossauro do Amazonas #1
- Homem-Grilo #42
- Lorde Kramus #1
- Menino Caranguejo #1
- Necronauta #1

### Publicação independente de grupo
- Café Espacial #1
- Nanquim Descartável #1
- Bongolé Bongoro #2
- Quadrinhópole #4
- Cão #2
- Garagem Hermética #3
- O Contínuo #6

### Publicação independente especial
- 5
- Contos Tristes
- El Terrado
- Música para Antropomorfos
- Na Bodega
- O Relógio Insano
- Schem Há-Mephorash

### Publicação independente de bolso
- A Serpente e a Borboleta
- De Bris
- Juke Box # 4
- Subterrâneo # 20
- The Doors
- Tulípio #5
- Zine Royale #2

### Projeto gráfico
- A Boa Sorte de Solano Dominguez (Desiderata)
- Almanaque do Ziraldo (Melhoramentos)
- Cidades Ilustradas São Paulo (Casa 21)
- Estórias Gerais (Conrad)
- Laertevisão (Conrad)
- Piratas do Tietê vol.2 (Devir)
- Sandman - Fim dos Mundos (Conrad)

### Álbum de aventura
- 300 De Esparta (Devir)
- Bone - A Princesa Revelada (Via Lettera)
- Corto Maltese - As Célticas (Pixel)
- Invencível - Perfeitos Estranhos (HQM Editora)
- Loki - Edição Especial Encadernada (Panini)
- O Menino-Vampiro - Infância Maldita (Mythos)
- Os Supremos - Edição Definitiva (Panini)

### Publicação de charges
- As Galinhas #1, de Eduardo Prado (Independente)
- Dálcio - Charges Publicadas entre 2003 e 2007, de Dálcio (Correio Popular)
- Imbróglio Capixaba, de Vários (Independente)
- Ninguém Segura Caratinga, por vários autores (Independente)
- O Pasquim (Antologia 72-73) #2, (Desiderata)
- Pizzaria Brasil, de Cláudio (Devir)
- Urubu, de Henfil (Desiderata)

### Publicação de cartuns
- Assim Rasteja A Humanidade, de Allan Sieber (Desiderata)
- Confesso, de Marco Jacobsen (Independente)
- Desenhos de Humor, de Reinaldo (Desiderata)
- Existe Sexo Após a Morte, de Adão (Desiderata)
- Jeremias, O Bom, de Ziraldo (Melhoramentos)
- Ninguém Segura Caratinga, de Vários (Independente)
- Onde Foi Que Eu Errei?, de Rico (Independente)

### Livro teórico
- Almanaque de Cultura Pop Japonesa, de Alexandre Nagado (Via Lettera)
- Desenhando Quadrinhos, de Scott McCloud (M. Books)
- Iconográfilos - Teorias, Colecionismo e Quadrinhos, de Agnelo Fedel (LCTE)
- JAPOP - O Poder da Cultura Pop Japonesa, de Cristiane A. Sato (NSP Hakkosha)
- Love Hina Infinity (JBC)
- Mulher ao Quadrado - As Representações Femininas nos Quadrinhos Norte-americanos, de Selma Oliveira (UNB/Finatec)
- O Riso que nos Liberta, de Wellington Srbek (Marca da Fantasia)

### Tira nacional
- Animatiras, de Jean Galvão
- La Vie En Rose, de Adão
- Malvados, de André Dahmer
- Níquel Náusea, de Fernando Gonsales
- Piratas do Tietê, de Laerte
- Quadrinho Ordinário, de Rafael Sica
- Salmonelas, de Benett

### Projeto editorial
- A Ciência Ri (UNESP)
- Batman Crônicas vol. 1 (Panini)
- Coleção 100% Quadrinhos (Graffiti)
- Irmãos Grimm em Quadrinhos (Desiderata)
- Krazy Kat - Páginas Dominicais 1925-1926 (Opera Graphica)
- Laertevisão (Conrad)
- São Paulo (Casa 21)

### Animação
- Disputa Entre o Diabo e o Padre pela Posse do Cênte-Fór na Festa do Santo Mendigo, de Francisco Tadeu e Eduardo Duval
- EngoleDuasErvilhas, de Marão
- Garoto Cósmico, de Alê Abreu
- Juro Que Vi: Matinta Pereira, de Humberto Avelar
- Leonel Pé-de-Vento (Leonel The Flurry-Foot), de Jair Giacomini
- Turma da Mônica: Uma Aventura no Tempo, de Maurício de Sousa
- Yansan, de Carlos Eduardo Nogueira

### Exposição
- 400 Quadrinhos Franceses (Midiateca da Aliança Francesa), Niterói/RJ
- Exposição Oscar Niemeyer (FIQ), Belo Horizonte/MG
- Fierro - La Historieta Argentina (FIQ), Belo Horizonte/MG
- Mangá: Como o Japão Reinventou os Quadrinhos (Metrô Clínicas), São Paulo/SP
- Viajando em Quadrinhos pela França e Alemanha, (Centro de Cultura França-Alemanha) Icaraí/RJ
- Ziraldo - O Eterno Menino Maluquinho (Salão Carioca), Rio de Janeiro/RJ*

### Evento
- 25 Anos da Gibiteca de Curitiba (Gibiteca de Curitiba)
- 2ª Semana de Quadrinhos (UFRJ)
- 2º Festival de Quadrinhos (Fnac Brasília)
- 4º Ilustra Brasil! (SIB)
- 5° FIQ - Festival Internacional de Quadrinhos
- Anime Dreams
- Recife 12 Horas de HQ

### Salão e festival
- 1º Salão Internacional de Humor Pela Floresta Amazônica
- 15º Salão Universitário de Humor de Piracicaba
- 18º Salão Carioca de Humor
- 20º Salão de Humor de Volta Redonda
- 34º Salão de Humor de Piracicaba
- 3º Salão de Humor de Paraguaçu Paulista
- IX Festival de Humor e Quadrinhos De Pernambuco

### Adaptação para outro veículo
- 1º Salão Mackenzie de Humor e Quadrinhos - Documentário
- 300 - Filme
- Carlos Zéfiro - Calendário (Cervejaria Devassa)
- Homem Aranha 3 - Filme
- HQs - Quando A Ficção Invade A Realidade - Romance (Rosana Rios)
- Três Irmãos de Sangue - Documentário
- Turma da Mônica - Uma Aventura No Tempo

### Web quadrinhos
- Desvio - A. Moraes / Jean Okada
- Dinamite & Raio-Laser - Samuel Fonseca
- Linha do Trem - Raphael Salimena
- Malvados - André Dahmer
- Nicolau - Lucas Lima
- The Major - Hector Lima / Irapuan Luiz / Michelle Fiorucci
- Toscomics - Samanta Flôor

### Site sobre quadrinhos
- Bigorna
- Fanboy
- Guia dos Quadrinhos
- HQManiacs
- MundoHQ
- Omelete
- Universo HQ

### Blog sobre quadrinhos
- Blog do Universo HQ
- Blog dos Quadrinhos
- Gibizada
- Mais Quadrinhos
- Melhores do Mundo
- Projeto Continuum
- Zine Brasil

### Blog / Flog de artista gráfico
- Fabiano Gummo
- Grafar
- Gustavo Duarte
- Luigi Rocco
- Rafael Coutinho
- Rafael Grampá
- Solda

### Site de autor
- André Caliman
- Daniel Gisé
- Jozz
- Julia Bax
- José Aguiar
- Leonardo Pascoal
- Lorde Lobo

### Articulista de quadrinhos
- Álvaro de Moya (Revista Abigraf)
- André Morelli (Mundo dos Super-heróis)
- Eduardo Nasi (Universo HQ)
- Gonçalo Júnior (Revista Cult, Bigorna)
- Marcus Ramone (Universo HQ)
- Paulo Ramos (Blog dos Quadrinhos do UOL)
- Télio Navega (O Globo/Gibizada)

### Editora do ano
- Conrad
- Desiderata
- Devir
- JBC
- Panini
- Pixel
- Zarabatana